# Roma criminal (película)
Roma criminal o en italiano, su idioma original,  'Romanzo Criminale'  es una película italiana estrenada en 2005 y dirigida por Michele Placido perteneciente al género del drama criminal. Ha tenido un gran éxito y ha ganado 22 premios. Está basada en la novela de Giancarlo De Cataldo publicada en 2002 con el nombre de Roma criminal que, a su vez, está inspirada en los hechos acontecidos a una banda real llamada Banda della Magliana. La banda de Magliana fue una de las más importantes de Roma, llegando a dominar el tráfico de drogas en la capital, el juego y otro tipo de actividades delictivas desde la década de los 70 hasta 1992 (año de la muerte de Enrico De Pedis).
Los miembros de la banda inician su carrera secuestrando gente adinerada, vendiendo drogas (hachís, cocaína, heroína, etc.) y desde los 70 comienzan a trabajar con los servicios secretos italianos, fascistas, terroristas, la mafia siciliana, la camorra y muchos más. Algunos miembros de la banda todavía están vivos, como presos en cárceles italianas o colaboradores de la justicia.

## Reparto
- Kim Rossi Stuart	  ...	Il Freddo
- Anna Mouglalis	  ...	Patrizia / Cinzia
- Pierfrancesco Favino...	Líbano
- Claudio Santamaria   ...	Il Dandi
- Stefano Accorsi      ...	Comisario Scialoja
- Riccardo Scamarcio   ...	Il Nero